# Ronaldo
Luís Nazário de Lima Ronaldo (bolje znan kot Ronaldo), brazilski nogometaš, * 18. september 1976, Rio de Janeiro, Brazilija.
Ronaldo je bivši brazilski nogometaš, napadalec brazilske reprezentance in italijanskih klubov F.C. Internazionale Milano in A.C. Milan. Z brazilsko reprezentanco je osvojil svetovno prvenstvo v letih 1994 in 2002, ko je bil tudi najboljši strelec prvenstva. V letih 1996, 1997 in 2002 je dobil tri priznanja za najboljšega igralca, ki ga podeljuje FIFA. Poleg njega sta to nagrado trikrat dobila le še Zinedine Zidane in Lionel Messi slednji štirikrat.
Sodeloval je na nogometnemu delu poletnih olimpijskih iger leta 1996.

## Zasebno življenje
Ronaldo je bil rojen v Bentu Ribeiru, revnem predmestju Ria de Janeira v Braziliji. Nogomet je začel igrati na ulicah svoje soseske.
Aprila 1999 se je poročil z manekenko in nogometašico Milene Domingues. V zakonu se jima je rodil sin Ronald. Po štirih letih sta se ločila. Kasneje je bil zaročen s še eno brazilsko manekenko Danielo Cicarelli, s katero sta se razšla kmalu po zaroki.